# Aeroportul Cross City
Aeroportul Cross City (IATA: CTY, ICAO: KCTY, FAA LID: CTY) este un aeroport din Florida, Statele Unite ale Americii ce deservește zona Cross City⁠(d). A fost numit după zona deservită.
Situat la o altitudine de 13 m, aeroportul dispune de 2 piste.

## Infrastructură

### Piste
Aeroportul dispune de 2 piste. Pista 04/22 are suprafața de asfalt și dimensiunile 5.005 picioare × 75 picioare. Pista 13/31 are suprafața de asfalt și dimensiunile 5.001 picioare × 100 picioare. 